# Nicolas Hasler
Nicolas Hasler (ur. 4 maja 1991 w Vaduz) – liechtensteiński piłkarz grający na pozycji pomocnika, zawodnik reprezentacji kraju i amerykańskiego klubu Sporting Kansas City.

## Życiorys

### Kariera klubowa
Był zawodnikiem klubów: FC Balzers, USV Eschen/Mauren, FC Vaduz, Toronto FC i Chicago Fire.
2 kwietnia 2019 podpisał kontrakt z amerykańskim klubem Sporting Kansas City, umowa do 31 grudnia 2019; bez odstępnego.

### Kariera reprezentacyjna
W reprezentacji Liechtensteinu zadebiutował w 2010 roku.